# Phyletismus
Phyletismus oder Ethnophyletismus (griechisch ἔθνος éthnos „Volk“ und φυλή phylē „Stamm“) bezeichnet eine Strömung in den orthodoxen Kirchen. Im 19. Jahrhundert bildeten sich, ausgehend von Südosteuropa, orthodoxe Nationalkirchen heraus, die das Prinzip des Nationalismus auf die Kirche übertrugen und „Träger nationaler Identität“ wurden. Obwohl die Synode in Konstantinopel 1872 den Phyletismus als Häresie verurteilte, setzten sich phyletistische Tendenzen fort. Sie führten dazu, dass hauptsächlich in der Diaspora voneinander unabhängige, nach Ethnien getrennte orthodoxe Jurisdiktionen auf demselben Territorium nebeneinander bestehen.

## Geschichtlicher Hintergrund
Eine historische Grundlage für den Phyletismus war das Ideal der Symphonia, der harmonischen Eintracht zwischen Kirche und Staat, die im Byzantinischen Reich über Jahrhunderte die Kirchenpolitik bestimmt hatte. Das Reich war allerdings ein Vielvölkerstaat, kein Nationalstaat auf ethnischer Grundlage, der Nationenbegriff wurde geografisch-territorial aufgefasst.
Der erwachende Nationalismus überwiegend orthodoxer südosteuropäischer Völker im Osmanischen Reich im 19. Jahrhundert führte zur Entstehung nationaler Jurisdiktionen der dortigen orthodoxen Kirchen, die zuvor meist dem Ökumenischen Patriarchat von Konstantinopel angehörten oder unterstanden. Die Entstehung unabhängiger Staaten auf dem vormaligen Gebiet des Osmanischen Reiches bedingte geradezu die Gründung unabhängiger Nationalkirchen, weil der Konstantinopler Patriarch ein vom Sultan mit einem Berât eingesetzter Funktionär des osmanischen Staates war, und die Fortdauer der kirchlichen Jurisdiktion des Patriarchen eine Beeinträchtigung der Unabhängigkeit bedeutete. So entstand nach der Griechischen Revolution die Kirche von Griechenland. Im Rahmen der Bulgarischen Wiedergeburt errichtete Sultan Abdülaziz durch einen 1870 verkündeten Ferman das Bulgarische Exarchat als autonome Kirche, deren Oberhaupt jedoch vom Ökumenischen Patriarchen sowie von der osmanischen Regierung bestätigt werden musste. Als Amtssitz des Exarchen wurde vom Sultan die Kirche St. Stefan in Konstantinopel bestimmt, die bereits seit einiger Zeit als Kirche der bulgarischen Gemeinde in der Stadt galt. Das Exarchat proklamierte im Mai 1872 unter dem Exarchen Anthim I. einseitig seine Autokephalie.
Eine im Spätsommer 1872 in Konstantinopel einberufene Synode, an der die Patriarchen von Konstantinopel, Alexandrien, Jerusalem und Antiochien sowie der Erzbischof von Zypern teilnahmen, erklärte, dass das ethnisch-nationale Prinzip für die Bildung neuer Staaten sinnvoll sein könne, für die Kirche jedoch nicht annehmbar sei, da die ethnische Herkunft der Gläubigen keine Rolle spiele. Während die Bildung von Nationalkirchen in souveränen Staaten – etwa der Kirche von Griechenland im unabhängigen Staat Griechenland – legitim sei, wurde die Idee zurückgewiesen, dass innerhalb eines Staates – hier des Osmanischen Reiches – verschiedene orthodoxe Kirchen nach ethnischen Gesichtspunkten entstehen könnten. Da das Oberhaupt der bulgarischen Orthodoxen seinen Amtssitz in Konstantinopel hatte, sah die Synode auch das altkirchliche Territorialprinzip verletzt, wonach in einer Stadt bzw. einem Territorium nur ein einziger Bischof residieren könne.
Im September 1872 beschloss die Synode:
„Wir weisen zurück, verurteilen und verdammen den Phyletismus, das heißt die Unterscheidung nach Rassen, den ethnischen Streit, die Zwietracht und die Trennungen in der Kirche Christi als einen Widerspruch zur Lehre des Evangeliums und zu den heiligen Kanones unserer gottseligen Väter, die die heilige Kirche stützen, die ganze Christenheit ordnen und sie zur Gottesverehrung anleiten.“
Die bulgarische Kirche wurde für schismatisch erklärt, erst 1945 kam es zur Versöhnung.
Der Verurteilung des Phyletismus durch die Synode 1872 war im weiteren Verlauf der Geschichte kein durchschlagender Erfolg beschert. Auswanderungsbewegungen orthodoxer Christen ins westliche Europa und nach Übersee führten zur Entstehung von Auslandsjurisdiktionen der jeweiligen nationalen Heimatkirchen, deren Zuständigkeitsgebiete sich unter Verletzung des alten territorialen Prinzips nach wie vor überschneiden.

## Folgen des Phyletismus
Die Folgen des Phyletismus sind weniger in den orthodoxen Stammländern als vielmehr in der Diaspora spürbar. Philip Saliba, der Metropolit der antiochenisch-orthodoxen Erzdiözese von Nordamerika, wies 2007 exemplarisch darauf hin, dass in Paris sechs und in New York City mehr als zehn orthodoxe Bischöfe verschiedener Nationalkirchen mit sich deckenden oder überlappenden Jurisdiktionsbezirken residieren, und beklagte:

“In my opinion and in the opinion of Orthodox canonists, this is phyletism. This is heretical. How can we condemn phyletism as a heresy in 1872 and still practice the same kind of phyletism in the twenty-first century here in North America?”

„Meiner Ansicht nach und nach der Ansicht orthodoxer Kanonisten ist das Phyletismus. Das ist häretisch. Wie können wir den Phyletismus 1872 als Häresie verdammen und noch immer dieselbe Art von Phyletismus im 21. Jahrhundert hier in Nordamerika praktizieren?“

In den USA und Kanada als typischen Einwanderungsländern treten die Probleme der Zersplitterung besonders deutlich zu Tage. In den USA sind die Orthodoxen, die etwa 0,6 % der Gesamtbevölkerung ausmachen, auf ungefähr 20 nebeneinander existierende Kirchen verteilt. Oft leben orthodoxe Christen weit entfernt von einer Kirchengemeinde ihrer Herkunftsnation, während andere Gemeinden näher liegen. Mit unterschiedlichem Erfolg öffnen sich die orthodoxen Kirchen in den USA mehr oder weniger für Glaubensgeschwister anderer ethnischer Abstammung, Englisch wird als Liturgiesprache mehr oder weniger intensiv eingesetzt. Das Selbstverständnis, dass alle orthodoxen Kirchen miteinander in vollständiger Glaubens- und Kirchengemeinschaft stehen, wird insbesondere in Nordamerika konterkariert durch unterschiedliche und zum Teil gegensätzliche Regeln im Bereich der Seelsorge. So erkennen manche Jurisdiktionen die Taufe, Eheschließung und zum Teil die Ordination nicht-orthodoxer Kirchen, etwa der römisch-katholischen Kirche und protestantischer Kirchen, ganz oder teilweise an, andere anerkennen kein außerhalb der Orthodoxie gespendetes Sakrament als gültig. In etlichen Abstufungen gibt es Unterschiede bezüglich Ehescheidung und Wiederverheiratung, Zulassung zum kirchlichen Begräbnis und anderen praktischen Vorschriften. Manche Kirchen lassen Personen zum Empfang der Eucharistie zu, die von einer anderen orthodoxen Kirche ausdrücklich davon ausgeschlossen wurden, manche Kirchen nehmen Priester in ihren Dienst auf, die von einer Schwesterkirche suspendiert oder endgültig des Amtes enthoben wurden.
Eine ethnisch bedingte Aufteilung der orthodoxen Christen in zwei Kirchen auf demselben Territorium fand nach der Unabhängigkeit Estlands von der Sowjetunion statt. 1993 kam es zur Wiedereinsetzung der autonomen Estnischen Apostolischen Orthodoxen Kirche unter der 1996 bestätigten Oberhoheit des Patriarchen von Konstantinopel, die bereits vor 1945 existiert hatte. Ihre Mitglieder sind seit 1993 überwiegend ethnische Esten. Der größte Teil der in Estland lebenden orthodoxen ethnischen Russen entschied sich jedoch, bei der estnischen Metropolie der Russisch-Orthodoxen Kirche zu verbleiben, die seit 1945 die für ganz Estland zuständige orthodoxe Jurisdiktion war. Bis zum im Jahr 2002 gefundenen Kompromiss hatte es wegen der kirchlichen Situation in Estland erhebliche Verstimmungen zwischen den Patriarchen von Moskau und Konstantinopel gegeben. In den 1990er-Jahren hatte das Moskauer Patriarchat sogar vorübergehend die Kirchengemeinschaft mit Konstantinopel ausgesetzt.
Während ein Teil der orthodoxen Theologen und Amtsträger der Ansicht ist, dass an einem Ort nur ein einziger Bischof das Oberhaupt aller orthodoxen Gläubigen sein könne (strenges Territorialprinzip), wird von anderen das Modell des „Metropolitansystems“ vertreten, wonach auf einem Kontinent oder in einem Land verschiedene orthodoxe Metropolien nebeneinander als Ausdruck historisch gewachsener Mannigfaltigkeit innerhalb der Diaspora akzeptabel seien.